# Processo di Penenden Heath
Il processo di Penenden Heath si tenne nel decennio seguente alla conquista normanna dell'Inghilterra del 1066, probabilmente nel 1076, e riguardò una causa tra Oddone, vescovo di Bayeux e fratellastro di Guglielmo il Conquistatore, Lanfranco, arcivescovo di Canterbury, e altri.

## Contesto

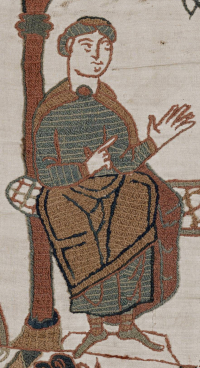
Oddone di Bayeux

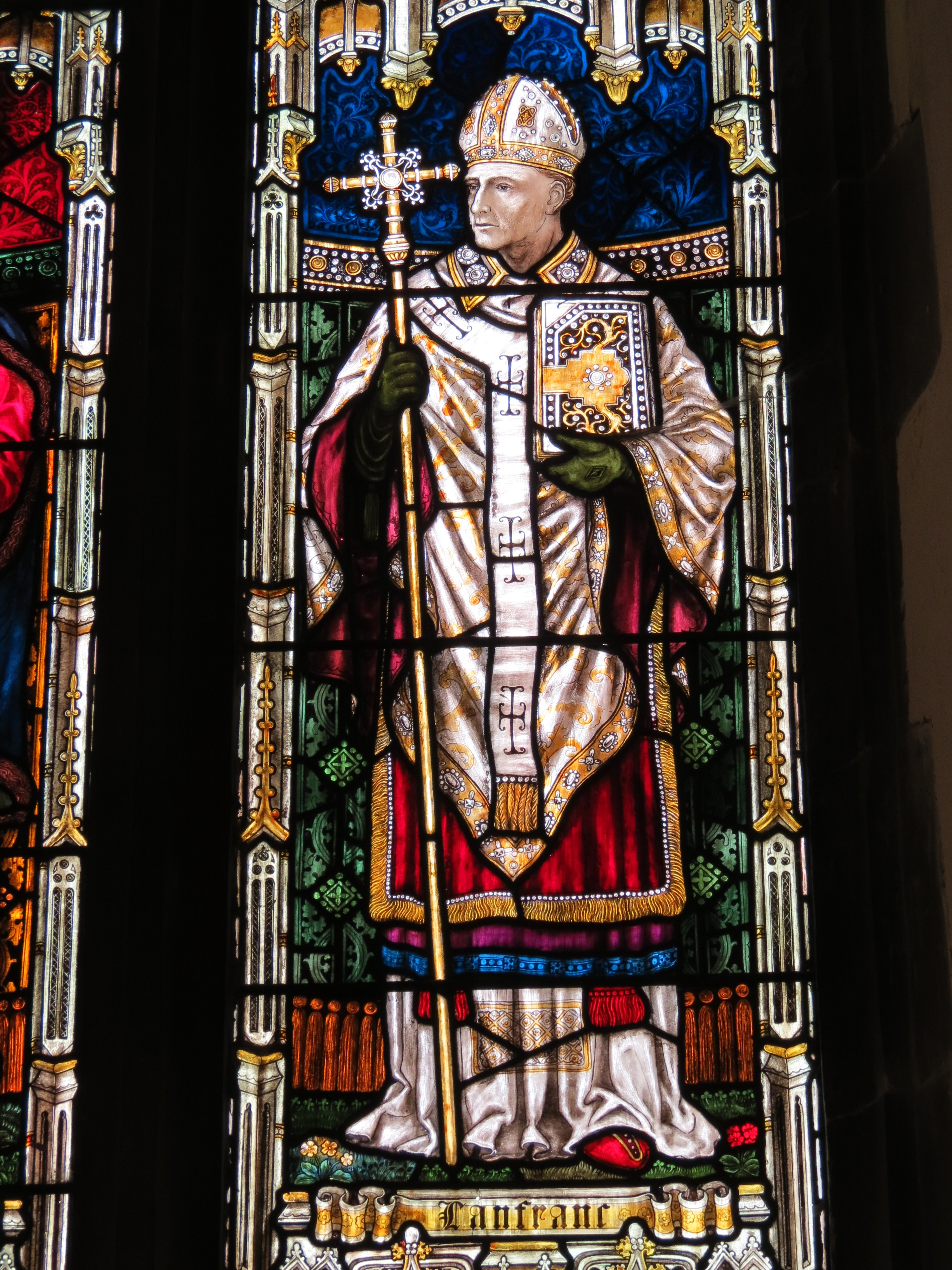
Lanfranco di Canterbury

Dopo l'invasione dell'Inghilterra da parte di Guglielmo il Conquistatore nel 1066, il suo fratellastro Oddone di Bayeux aveva avuto il titolo di conte di Kent ed era divenuto il principale proprietario terriero della regione. Nel 1070 fu nominato arcivescovo di Canterbury Lanfranco, il quale chiese che si aprisse un'inchiesta sulle attività di Oddone (come pure sul precedente arcivescovo Stigand), sostenendo che avesse defraudato la Chiesa (e forse la Corona) durante il suo governo come conte di Kent. In seguito è stato sostenuto che: «la maggior parte delle terre non era stata persa a favore di Oddone, ma del conte Godwin e della sua famiglia durante il regno di Edoardo il Confessore e forse ancora prima...» e che «Oddone era semplicemente subentrato in questi abusi di proprietà e il conflitto tra arcivescovo e conte era in larga misura una ripresa di quello tra Roberto di Jumièges e Godwin negli anni 1051-1052», suggerendo che Lanfranco, pur essendo priore di un monastero normanno (e nato a Pavia, in Lombardia), stava tentando di restaurare le proprietà terriere pre-conquista a favore della Chiesa di Canterbury.

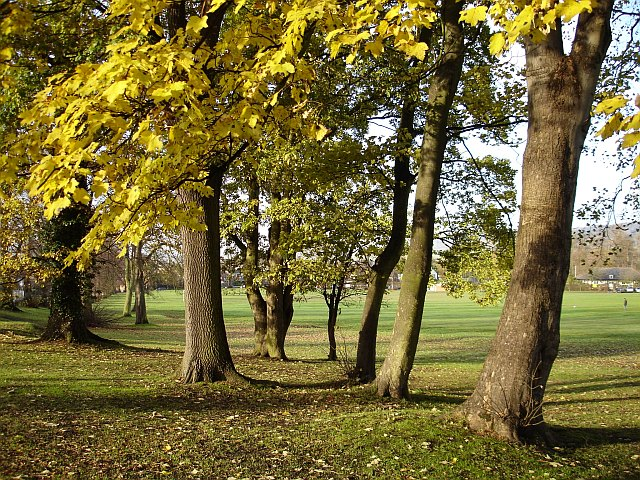
Penenden Heath oggi.

Guglielmo I stabilì che la questione fosse risolta dai nobili del Kent e ordinò che a tale scopo si tenesse un'assemblea nella brughiera di Penenden (Penenden Heath, nelle vicinanze dell'attuale Maidstone). Guglielmo ordinò anche che i risultati dell'inchiesta o "processo" contro Oddone di Bayeux fossero considerati definitivi.
Parteciparono al processo molte personalità di spicco dell'Inghilterra dell'epoca, tra i quali Goffredo di Montbray vescovo di Coutances (in rappresentanza del re), Lanfranco (per la Chiesa), Oddone di Bayeux (per difendersi), Arnost vescovo di Rochester, Æthelric II (ex vescovo di Selsey ), Richard fitz Gilbert di Tonbridge, Hugh de Montfort, William de Arsic, Hamo de Crevequer e molti altri.
In particolare, Æthelric II fu costretto da Guglielmo I a partecipare in quanto massima autorità in materia di diritto pre-normanno. Descritto come «[Un] uomo molto vecchio, molto istruito nelle leggi del paese» fu portato su un carro o altro tipo di carrozza a Penenden Heath «per discutere ed esporre queste stesse antiche usanze legali».
La presenza di un gruppo di inglesi (o sassoni) chiamati a testimoniare in quanto esperti di legislazioni e costumi antichi, nonché di una rappresentanza normanna di origine francese, è vista come un indizio significativo che le pretese della chiesa erano fondate sulle antiche leggi del paese. Tuttavia dalle fonti non risulta chiaro a quali leggi specifiche si facesse riferimento.
Non è chiaro con precisione quando l'inchiesta ebbe luogo, sebbene la maggioranza degli storici ritenga che si tenne tra il 1075 e il 1077. Allo stesso modo esistono varie trascrizioni o verbali del processo, e non è chiaro quale possa essere considerata la versione reale degli eventi.
Il processo a Oddone di Bayeux durò tre giorni e si concluse con il parziale recupero delle proprietà a favore della Chiesa da parte di Oddone e altri.

## Significato e attendibilità
Il processo è considerato da alcuni commentatori come «uno degli eventi più importanti nella storia antica del diritto inglese in quanto fa luce sul rapporto tra diritto normanno e diritto inglese» e costituisce una possibile indicazione del rispetto normanno per la tradizione giuridica anglosassone. Il processo fu il primo atto d'accusa formulato contro Oddone di Bayeux, e forse costituì un precedente sufficiente per farlo privare completamente delle sue proprietà e imprigionarlo per cinque anni, dopo un'ulteriore disputa riguardante la sua ricchezza e il suo potere avvenuta nel 1082.
Secondo tutti i resoconti il processo di Penenden ebbe luogo prima del "Domesday survey" e rappresentò un primo tentativo della Chiesa di rivendicare i propri diritti ed interessi dalla Corona e dai suoi rappresentanti. Poiché gli accertamenti di proprietà e diritti che seguirono al processo furono significativi, il Domesday Book venne visto come una risposta alla necessità di avere una registrazione definitiva delle proprietà fondiarie e dell'amministrazione delle proprietà della Corona.
Inoltre, dubbi sull'autenticità o sull'attendibilità delle trascrizioni del processo hanno fatto sì che gran parte dell'analisi dei dati della causa sia stata intrapresa con un certo scetticismo.
Il processo ci è noto tramite due resoconti. Il più antico è un riassunto degli avvenimenti, mentre il secondo documento, di poco successivo, contiene valutazioni esagerate che si concludono con una descrizione eccessivamente dettagliata della giurisdizione dell'arcivescovo di Canterbury sui reati commessi sulle strade reali, con particolare riguardo alla esenzione dalla "multa per omicidio" che doveva essere pagata al re da parte dei proprietari terrieri che non riuscivano a catturare coloro che commettevano un assassinio sulle strade reali.
L'analisi fatta dagli storici sulla relazione fra questi due documenti suggerisce che la trascrizione successiva fu composta dopo che i monaci del Christ Church Priory di Canterbury non riuscirono a far registrare nel Domesday Survey i privilegi speciali da loro rivendicati in base al processo.
Pertanto è stato sostenuto che almeno il secondo dei resoconti del processo debba essere considerato come un esempio dell'indebolimento dell'autorità anglosassone da parte del potere di interessi privati, piuttosto che come una prova del permanere di leggi e di costumi anglosassoni dopo la conquista.